# Subulicystidium meridense
Subulicystidium meridense är en svampart som beskrevs av Oberw. 1977. Subulicystidium meridense ingår i släktet Subulicystidium och familjen Hydnodontaceae.   Inga underarter finns listade i Catalogue of Life.